# Werner Otto Leuenberger
Werner Otto Leuenberger (* 21. Dezember 1932 in Bern; † 11. April 2009 ebenda) war ein Schweizer Maler, Zeichner, Druckgrafiker und Plastiker. 

## Leben
Werner Otto Leuenberger wuchs als Sohn einer Handwerkerfamilie in Bern auf. Nach der Sekundarschule absolvierte er eine vierjährige Berufslehre als Fotolithograf mit Besuch der Kunstgewerbeschule in Bern. Von 1952 bis 1959 arbeitete er als Lithograf in Basel und Bern. 1957 Heirat, 1958 Geburt einer Tochter. Ab 1959 war er freischaffend.

## Werk
Leuenberger produzierte Tausende von Werken und gehörte zur Berner Avantgarde der 1960er-Jahre. Seine Werke lassen sich keinen Schulen zuordnen. Das Frühwerk der meditativ flächige Abstraktionen hat er zum grössten Teil mit anderen Motiven übermalt. Ende der 1960er-Jahre beschäftigte er sich mit dem Holzschnitt und wandte sich ab von der Formauflösung hin zu einer geometrisierenden, einfachen Flächenkomposition (Zahnrad, Um-Wolke, Geigenform). Später konzentrierte er sich inhaltlich und formal auf konkrete, aber symbolträchtige «Kommunikationsmittel» (Seile, Leitern, Briefe). Mit den Seilkästen produzierte Leuenberger plastische Werke im Bereich der Objektkunst. Bei den späteren aus Schachteln gebauten, mit Papier kaschierten, bemalten Plastiken geht es primär um «dreidimensionale Malerei». Mitte der 1970er-Jahre beschäftigte sich Leuenberger wieder mit figurativer Malerei. Zwischen 1983 und 1984 entstand das Gemälde MO. Damit wollte Leuenberger – nach zahlreichen Vorstudien – die politische Auseinandersetzung mit der zeitgenössischen Geschichte erreichen. Von 1986 bis 1987 gestaltete er im Auftrag des Kunstmuseums Bern mit übergrossen beweglichen Figuren das Bühnenbild zu Kandinskys Der gelbe Klang. Um 1990 wandte er sich von der Ölmalerei ab. In der Folge fokussierte er sich auf dünnflüssigen, beinahe transparenten Farbauftrag, der keine Retuschen erlaubte. Ab 1995 setzte er in einzelnen Motivgruppen wieder auf dichteren, mehrschichtigen Farbauftrag. Nach wie vor arbeitete Leuenberger in zyklischer Konzentration auf einzelne figurative Motive: Schachteltheater, Schwarze Köche, Papierblumen, Bistro, Vorhang.